# La cámara oscura (película)
La cámara oscura es una película argentina-francesa de drama de 2008 dirigida por María Victoria Menis y protagonizada por Mirta Bogdasarián, Fernando Arman, Patrick Dell'Isola y Carlos Defeo. Fue escrita por Menis en colaboración con Alejandro Fernández Murray, y está basada en el cuento homónimo de Angélica Gorodischer. Se estrenó el 16 de octubre de 2008.

## Argumento
A fines del siglo XIX nace una niña en la planchada de un barco y como es una zona de frontera ella puede adquirir una nacionalidad. Gertrudis crece en una casa de campo, integrante de una colonia judía de la provincia de Entre Ríos, Argentina, y se transforma en una mujer que, según el criterio de quienes la rodean, es fea, y vive siempre vestida de negro, mirando hacia abajo y ocultándose. Su madre le recuerda una y otra vez con diferentes actitudes que ella es fea y que no cumple las expectativas, a pesar de tener un desempeño brillante en la escuela a la que asiste. Por todo esto se convierte una mujer insignificante, casi transparente, ignorada por los otros; sin embargo, ella no renuncia a ver el mundo que la rodea con un ávido interés por esos pequeños signos de belleza que solo se perciben si nos detenemos a contemplarlos, ni tampoco deja sus pequeños placeres: la cocina, el cuidado de las plantas, y la lectura de noche (literatura francesa) cuando ya nadie necesita de sus servicios, como madre y esposa, aunque solo para procrear.
Gertrudis se casa con un viudo que pasa a ser la figura que sobresale en la casa y es admirado por sus hijos. Para que retrate a la familia completa su esposo León contrata a un fotógrafo francés que había fotografiado la guerra, el enfrentamiento directo con la parte más cruel de la humanidad y esas escenas tan desgarradoras habían cambiado por completo su modo de ver. En Europa había comenzado a participar del movimiento surrealista y había comenzado a buscar nuevas formas de expresión. Jean Baptiste llega a la casa, se hospeda allí un par de días y comienza a fotografiar a todos.
Gertrudis se niega todo lo que puede a salir en las fotos y se esconde en tanto León y sus hijos posan felices. En este contexto las poses de León y sus hijos se convierten para el fotógrafo en algo absurdo, obsoleto, y su mirada busca descubrir algo diferente y lo encuentra en Gertrudis que, con su opacidad y silencio, le resulta mucho más interesante. Él es el único que descubre, con otra “mirada”, la particular belleza de la protagonista y su intenso mundo interno y al hacerlo incide a su vez en la protagonista.

## Reparto
- Mirta Bogdasarián como Gertrudis
- Fernando Armani como León
- Patrick Dell'Isola como Jean Baptiste
- Carlos Defeo como Nathan
- Silvina Bosco como Eva
- Joaquín Berthold como David
- Jerónimo Freixas como Samuel
- Brenda Howlin como Esther
- Elisa Carricajo como Ana
- Ezequiel Cirko como Benjamín
- Florencia Ortiz como Ruth
- Malena Figo como Sara
- María Figueras como Judith
- Héctor Sinder como Martín
- Gonzalo Martínez como Juan
- Alan Coria como Pedrito
- Barbarella Piana como Gertrudis niña
- Nazarena Noeli Sánchez como Gertrudis adolescente

## Temas
El cuento de Angélica Gorodischer fue incluido inicialmente en Mala noche y parir hembra (Ediciones La Campana, 1983) y en él la autora indaga con diferentes recursos y, en gran medida, sobre la temática de la relación que los hombres entablan con la tradición patriarcal en la que han sido educados. Apelando a una leyenda familiar de registro realista y con cierta comicidad e ironía, el retrato de la abuela Gertrudis, de oscuro pasado, se convierte en emblema de la lucha de los sexos.

## Crítica
En la reseña de Diego Battle en La Nación se expresa: 

“Menis construye un entramado audiovisual (…) lleno de climas y atmósferas, detalles y observaciones que hacen al mundo interior de la protagonista y a la evolución y desenlace de la trama. La realizadora no sólo elabora con delicadeza y sofisticación cada detalle de la puesta en escena, sino que incluso se arriesga (y triunfa) con dos secuencias que quiebran de forma abrupta el tono del resto del relato: una, de animación, trabajada con Rocambole (habitual colaborador de Los Redonditos de Ricota), que describe las pesadillescas y fantasmagóricas fantasías infantiles, y otra, de claro espíritu surrealista (en la línea de los pioneros Breton, Man Ray, Buñuel, Dalí, Ernst y Miró), que sintoniza con la veta creativa del fotógrafo francés. Algunos podrán criticarle al film ciertos rasgos naïves y puede que a una parte del público le cueste sumergirse en el mundo de una protagonista tan atípica como Gertrudis y en una narración a contracorriente como la que propone Menis, pero ni siquiera esos eventuales reparos invalidan en lo más mínimo los múltiples hallazgos de esta historia sobre la subjetividad de la mirada y del concepto de belleza. Una pequeña gran película, de esas que permanecen en la retina, en la memoria y en el corazón mucho tiempo después de que terminan los créditos finales y se prenden las luces de la sala”.

## Premios y nominaciones
Academia de las Artes y Ciencias Cinematográficas de la Argentina - Premios 2009
- Mónica Toschi - nominada al Premio al Mejor Vestuario

Asociación de Cronistas Cinematográficos de la Argentina - Premios 2009
- Mónica Toschi - ganadora del Premio Cóndor de Plata al Mejor Vestuario
- La cámara oscura, nominada al Premio Cóndor de Plata a la Mejor Película
- Silvina Bosco, nominada al Premio Cóndor de Plata a la Mejor Actriz de Reparto
- Mirta Bogdasarián, nominada al Premio Cóndor de Plata a la Revelación Femenina
- María Victoria Menis, nominada al Premio Cóndor de Plata al Mejor Director/a
- María Victoria Menis, Alejandro Fernández Murriay y Angélica Gorodischer, nominados al Premio Cóndor de Plata al Mejor Guion Adaptado
- Marcela Bazzano, nominada al Premio Cóndor de Plata a la Mejor Dirección de Arte
- Marcelo Moguilevsky, nominado al Premio Cóndor de Plata a la Mejor Música